# Tata (district)
Het District Tata (Tatai járás) is een district (Hongaars: járás) in het Hongaarse comitaat Komárom-Esztergom. De hoofdstad is Tata. 

## Plaatsen
- Baj
- Dunaalmás
- Dunaszentmiklós
- Kocs
- Naszály
- Neszmély
- Szomód
- Tardos
- Tata
- Vértestolna